# Oestocephalus
L’oestocefalo (gen. Oestocephalus) è un anfibio estinto, appartenente agli aistopodi. Visse nel Carbonifero superiore (circa 308 – 310 milioni di anni fa) e i suoi resti fossili sono stati ritrovati in Europa e in Nordamerica. 

## Descrizione
Conosciuto per numerosi resti fossili, Oestocephalus è uno degli aistopodi meglio conosciuti. Come tutti i suoi simili, questo animale possedeva un corpo estremamente allungato simile a quello di un serpente e privo di arti. Il cranio era simile a quello di altre forme più primitive come Lethiscus e Ophiderpeton, con occhi in posizione avanzata nel cranio e grandi aperture nella zona delle guance, ricoperte da osteodermi. Da questi ultimi generi, tuttavia, Oestocephalus si differenziava per l'assenza di un osso postorbitale. Curiosamente, in Oestocephalus inoltre vi era una riduzione notevole delle ossa laterali delle guance che portava a esporre il palato in vista ventrale e laterale; le ossa del palato erano incorporate in una struttura singola simile al palatoquadrato dei pesci osteolepiformi. La volta cranica era più stretta rispetto a quella degli aistopodi precedenti, e l'articolazione della mandibola era disposta posteriormente, al di là della zona occipitale, consentendo all'animale un'eccezionale apertura boccale. La configurazione dell'articolazione tra atlante e occipite, come in tutti gli aistopodi, permetteva un limitato movimento del cranio, con un ampio proatlante mediano che si articolava con l'arco dell'atlante, e un occipite senza particolari aree di inserzione per l'articolazione.
Un fossile di Oestocephalus in cui si è conservata la scatola cranica mostra che in questo animale erano presenti due grandi proiezioni ventrali del basioccipitale, interpretate come articolazioni dello scheletro delle branchie. Questa interpretazione è supportata dalla presenza di segni di canali vascolari, tipici degli animali dotati di branchie; si suppone quindi che anche in Oestocephalus fossero presenti branchie esterne vere e proprie allo stadio adulto, ed è possibile che queste strutture fossero presenti in tutti gli aistopodi (Pardo et al., 2019)
Le vertebre del tronco si distinguevano nel possedere centri vertebrali lunghi e cilindrici, cavi ad entrambe le estremità articolari, fusi senza sutura agli archi neurali. Tutte le vertebre erano prive di intercentri o di archi emali, e in sezione longitudinale ricordavano una clessidra. Come in Ophiderpeton ma contrariamente a Phlegethontia, le vertebre erano dotate di articolazioni accessorie sopra le zigapofisi. Oestocephalus possedeva circa 64 vertebre precaudali, tutte dotate di costole dalla caratteristica forma a K, e 38 vertebre caudali. Il numero di vertebre caudali aumenterà negli aistopodi più derivati, come Pseudophlegethontia (52) e Phlegethontia (tra 100 e 160). Erano inoltre presenti, come in Ophiderpeton, numerosi osteodermi di piccole dimensioni lungo il dorso.

## Classificazione
Oestocephalus venne descritto per la prima volta nel 1868 da Edward Drinker Cope, che ne studiò i resti fossili provenienti da Linton, in Ohio, risalenti al Carbonifero superiore. La specie tipo è O. amphiuminus, nota anche grazie a fossili provenienti da Mazon Creek (Illinois) e Nýřany (Repubblica Ceca). Un'altra specie è O. nanum, rinvenuta a Newsham (Northumberland, Gran Bretagna), dotata di osteodermi dorsali ridotti.
Oestocephalus e l'affine Coloraderpeton rappresentano forme intermedie nell'evoluzione degli aistopodi, anfibi tipici del Carbonifero dotati di corpi allungatissimi e privi di arti. Oestocephalus possedeva alcune caratteristiche che si riscontrano negli aistopodi arcaici come Lethiscus e Ophiderpeton, ma preannunciava già le forme derivate come Phlegethontia per altre caratteristiche.